# تاكيشي كيتانو
تاكيشي كيتانو (باليابانية: 北野 武) هو ممثل ومخرج أفلام ياباني. مواليد 18 يناير 1947 في أداتشي، طوكيو، اليابان. اشتهر بتقديم برنامج المسابقات الياباني «قلعة تاكيشي» (المعروف باسم «الحصن» في الدول العربية).
أفلامه الأولى هي أعمال درامية عن عصابات المافيا أو الشرطة، مشهود له من قبل النقاد السينما بأسلوبه الخاص في التمثيل والإخراج. كمخرج هو مولع بتسلسل مقاطع تصويرية حيث الحركة قليلة أو منعدمة ثم مقاطع سريعة تنتهي على الفور بمجرد الوصول إلى نهاية الحدث.
العديد من أفلامه تظهر فلسفة مظلمة ولكن لا تخلو من الفكاهة والتعاطف مع شخصياته. أفلام كيتانو، في شكل كوميديا سوداء أو أفلام ياكوزا، أثارت الجدل عند الجمهور والنقاد.

## بداياته
بداية كيتانو كانت على شاشة التلفزيون الياباني، حيث كان يقدم سكيتشات هزلية محبوبة لدى الجمهور الياباني تدعى المنزاي، عن طريق ثنائي مضحك كونه مع صديقه كيوشي.
غير أن الموضوعات كانت جريئة وحساسة، سيمنع بعدها كيتانو من دخول استوديوهات التلفزة لمدة 5 سنوات.
سيستمر الثنائي الناجح ففترة السبعينات والثمانينات، إلى أن يقرر كيتانو بدء مسيرة فنية بمفرده.

## أفلامه
- الشرطي العنيف (1989)
- جغتسو (1990)
- سوناتين (1993)
- العاب نارية (1997)
- صيف كيكوجرو (1999)
- المعركة الملكية (2000)
- زاتويشي (2003)
- الغضب (2010)
- غوست إن ذا شيل (2017)
- الغضب المحطم (2024 )

## روابط خارجية
- تاكيشي كيتانو على موقع IMDb (الإنجليزية)
- تاكيشي كيتانو على موقع ميتاكريتيك (الإنجليزية)
- تاكيشي كيتانو على موقع الموسوعة البريطانية (الإنجليزية)
- تاكيشي كيتانو على موقع روتن توميتوز (الإنجليزية)
- تاكيشي كيتانو على موقع مونزينجر (الألمانية)
- تاكيشي كيتانو على موقع ألو سيني (الفرنسية)
- تاكيشي كيتانو على موقع ميوزك برينز (الإنجليزية)
- تاكيشي كيتانو على موقع أول موفي (الإنجليزية)
- تاكيشي كيتانو على موقع قاعدة بيانات الأفلام السويدية (السويدية)
- تاكيشي كيتانو على موقع إن إن دي بي (الإنجليزية)